# 多爾曼灣
多爾曼灣（英語：Dallmann Bay）是南極洲的海灣，位於帕默群島，處於布拉班特島和昂韋爾島之間，經紹萊爾特海峽與傑拉許海峽相連，在1874年由德國捕鯨者發現和繪入地圖。
64°20′S 62°55′W / 64.333°S 62.917°W